# Self Satisfaction
Self Satisfaction é o 18º álbum de estúdio de Masami Okui. Foi lançado em 21 de agosto de 2009 pela evolution e possui 12 faixas.

## Produção
Este é o sexto álbum que Okui lança por sua própria gravadora, a evolution. É um álbum composto por covers de músicas que ela compôs para outros artistas.

## Recepção
O álbum ficou na 127ª posição no Oricon Albums Chart.
O CD Journal disse que "a pura melodia e sua linda voz são surpreendentemente viciantes".

## Faixas
| N.º            | Título                                                                                   | Letras         | Música          | Arranjo        | Duração |  |
| 1.             | "Divine love" (cover de JAM Project, de Saint Beast ~Kouin Jojishi Tenshitan~)           | M. Okui        | Hideyuki Suzuki | Jazzy Man      | 3:53    |  |
| 2.             | "STRATEGY" (cover de Ui Miyazaki, de Kanokon ~Kouta Tochizuru no Yuyayon Seichou Nikki~) | M. Okui        | MACARONI☆       | MACARONI☆      | 3:19    |  |
| 3.             | "ADORATION" (cover de Ui Miyazaki, de Ray The Animation)                                 | M. Okui        | M. Okui         | Monta          | 4:33    |  |
| 4.             | "Yuunagi" (cover de Tomoe Ohmi, de Ray the Animation)                                    | M. Okui        | M. Okui         | Jun Ichikawa   | 4:47    |  |
| 5.             | "Kagaribi" (cover de Kaori, de Ayakashi)                                                 | M. Okui        | Monta           | J. Ichikawa    | 5:11    |  |
| 6.             | "KAKERA" (cover de Sakura Nogawa, de Ray the Animation)                                  | M. Okui        | M. Okui         | MACARONI☆      | 5:20    |  |
| 7.             | "Time Limit" (cover de Ui Miyazaki, de Kanokon: Esuii)                                   | M. Okui        | Monta           | MACARONI☆      | 3:38    |  |
| 8.             | "HONESTY" (cover de Hiroki Takahashi, de Ray the Animation)                              | M. Okui        | Monta           | Monta          | 5:14    |  |
| 9.             | "Fuyu no Himawari" (cover de Tomoe Ohmi, de Fuyu no Rondo)                               | M. Okui        | Sonic Dove      | Sonic Dove     | 5:01    |  |
| 10.            | "Float ~Sora no Kanata de~" (cover de Tomoe Ohmi, de SoltyRei)                           | M. Okui        | M. Okui         | J. Ichikawa    | 4:55    |  |
| 11.            | "KURENAI" (cover de Ui Miyazaki, de Night Wizard)                                        | M. Okui        | M. Okui         | MACARONI☆      | 4:33    |  |
| 12.            | "Ienai Kara -Piano quintetto-" (cover de Yoko Ishida de Petite Pri Yuushi)               | Yoko Ishida    | M. Okui         | Seikou Nagaoka | 5:09    |  |
| Duração total: | Duração total:                                                                           | Duração total: | Duração total:  | Duração total: | 55:33   |  |